# Новосёлки (Пуховичский район)
Новосёлки (бел. Навасёлкi) — агрогородок (до 2010 года деревня), расположенный в 4 км от города Марьина Горка, на территории Пуховичского района Минской области Белоруссии. Административный центр Новосёлковского сельсовета.

## География
Агрогородок находится за 5 км в направлении на северо-запад от города Марьина Горка. Агрогородок «Новоселки» имеет 6 улиц.

## История
В 2010 году деревня Новоселки Новоселковского сельсовета Пуховичского района преобразована в агрогородок.

## Инфраструктура

### Экономика
- 2 магазина.
- Отделение связи

### Культура
- Библиотека
- Дом культуры

### Медицина
- Фельдшерско-акушерский пункт

## Туристическая информация

### Памятные места
- Памятник землякам, погибшим в Великую Отечественную войну.
- Братская могила советских воинов.
- Мемориальная доска на бывшем здании школы, где работал белорусский художник Аркадий Астапович[2].

### Утраченные
- Церковь Покрова Пресвятой Богородицы (Построена в 1871 году, по некоторым сведениям 1814 году).